# Meliboja
Meliboja (grč. Μελιβοια, Meliboia ili Μελιβοιη, Meliboiê; "slatka krava") ime je nekoliko osoba u grčkoj mitologiji:
- Meliboja, žena kralja Magneta, koji je po njoj nazvao grad
- Meliboja, kći kraljice Niobe[1]
- Meliboja, kći morskog boga Okeana i božice Tetije, majka zlog kralja Likaona[2]
- Meliboja, Tezejeva supruga
- Meliboja; spominje ju pjesnik Heziod[3]